# فاراب (كوثر)
فاراب هي قرية في مقاطعة كوثر، إيران. يقدر عدد سكانها بـ 650 نسمة بحسب إحصاء 2016.